# Campionato di calcio di Gozo
Il Campionato di calcio di Gozo o Gozo Football League è la principale competizione calcistica dell'isola di Gozo, organizzata dalla Federazione calcistica di Gozo (Gozo Football Association, associazione membro della Federazione calcistica di Malta). Vi partecipano 14 club organizzati in due divisioni, 8 in prima divisione e 6 in seconda divisione.
Tutte le partite vengono dirette da arbitri UEFA della federazione Maltese.
A fine stagione, la vincente della seconda divisione viene promossa in prima divisione, mentre l'ultima della prima divisione retrocede. La settima squadra classificata in prima divisione e la seconda classificata in seconda divisione si affrontano in un playoff-playout.

## Stadi
Le partite della prima divisione si svolgono nel Gozo Stadium mentre quelle della seconda divisione nel Kercem Stadium.

## Sistema dei campionati
| Livello | Divisioni                                      | Divisioni                                      | Divisioni                                      | Divisioni                                      | Divisioni                                      | Divisioni                                      | Divisioni                                      | Divisioni                                      | Divisioni                                      | Divisioni                                      | Divisioni                                      | Divisioni                                      |
| 1       | Gozo Football League First Division 8 squadre  | Gozo Football League First Division 8 squadre  | Gozo Football League First Division 8 squadre  | Gozo Football League First Division 8 squadre  | Gozo Football League First Division 8 squadre  | Gozo Football League First Division 8 squadre  | Gozo Football League First Division 8 squadre  | Gozo Football League First Division 8 squadre  | Gozo Football League First Division 8 squadre  | Gozo Football League First Division 8 squadre  | Gozo Football League First Division 8 squadre  | Gozo Football League First Division 8 squadre  |
|         | ↓↑ 1-2 squadre                                 |                                                |                                                |                                                |                                                |                                                |                                                |                                                |                                                |                                                |                                                |                                                |
| 2       | Gozo Football League Second Division 6 squadre | Gozo Football League Second Division 6 squadre | Gozo Football League Second Division 6 squadre | Gozo Football League Second Division 6 squadre | Gozo Football League Second Division 6 squadre | Gozo Football League Second Division 6 squadre | Gozo Football League Second Division 6 squadre | Gozo Football League Second Division 6 squadre | Gozo Football League Second Division 6 squadre | Gozo Football League Second Division 6 squadre | Gozo Football League Second Division 6 squadre | Gozo Football League Second Division 6 squadre |

## Squadre partecipanti (2023-2024)
First Division
- Għajnsielem
- Kerċem Ajax
- Nadur Youngsters
- Oratory Youths
- Qala St. Joseph
- S.K. Victoria Wanderers
- Xagħra Utd
- Xewkija Tigers

Second Division
- Għarb Rangers
- Munxar Falcons
- Sannat Lions
- St. Lawrence Spurs
- Victoria Hotspurs
- Żebbuġ Rovers

## Squadre partecipanti (2024-2025)
First Division
- Għajnsielem
- Nadur Youngsters
- Oratory Youths
- Qala St. Joseph
- S.K. Victoria Wanderers
- Victoria Hotspurs
- Xagħra Utd
- Xewkija Tigers

Second Division
- Għarb Rangers
- Kerċem Ajax
- Munxar Falcons
- Sannat Lions
- St. Lawrence Spurs
- Żebbuġ Rovers

## Storia
Il gioco del calcio risulta essere lo sport più popolare a Malta e Gozo, oltre a quello introdotto da più tempo tra tutte le discipline sportive praticate, tanto da essere definito il gioco nazionale.
Il calcio cominciò ad essere introdotto nelle isole dell'arcipelago di Malta verso la fine del XIX secolo, intorno agli anni 1884-1885. Tuttavia fu solo nel 1936 che la Gozo Football Association fu fondata, mentre il primo campionato di Gozo fu disputato solo nel 1936-37. Dopo la pausa dovuta alla II guerra mondiale, i campionati ripresero e furono introdotte anche nuove competizioni formato coppa.
Attualmente la federazione calcistica di Gozo (associazione membro della Federazione calcistica di Malta) organizza il campionato di Gozo, suddiviso in due divisioni, oltre alla coppa nazionale di Gozo (la GFA Cup), la Freedom Day Cup, i tornei a eliminazione diretta di prima e seconda divisione e la Supercoppa di Gozo, disputata tra i vincitori del campionato e della coppa nazionale.

## Albo d'oro
- 1937–38: Victoria Stars
- 1938–39: Victoria City
- 1939–40: Xagħra Blue Stars
- 1940–41: non disputato
- 1941–42: non disputato
- 1942–43: non disputato
- 1943–44: non disputato
- 1944–45: Victoria Athletics
- 1945–46: Victoria Athletics
- 1946–47: Victoria Athletics
- 1947–48: non disputato
- 1948–49: Salesian Youths
- 1949–50: non disputato
- 1950–51: non disputato
- 1951–52: non disputato
- 1952–53: Salesian Youths
- 1953–54: non disputato
- 1954–55: Victoria Athletics
- 1955–56: non disputato
- 1956–57: Salesian Youths
- 1957–58: Salesian Youths
- 1958–59: Salesian Youths
- 1959–60: Salesian Youths
- 1960–61: abbandonato
- 1961–62: Victoria Hotspurs
- 1962–63: Victoria Hotspurs
- 1963–64: Xagħra Young Stars
- 1964–65: Victoria Hotspurs

- 1965–66: Victoria Hotspurs
- 1966–67: Victoria Hotspurs
- 1967–68: Nadur Youngsters
- 1968–69: S.K. Calypcians
- 1969–70: Ghajnsielem
- 1970–71: Ghajnsielem
- 1971–72: Ghajnsielem
- 1972–73: Ghajnsielem
- 1973–74: Ghajnsielem
- 1974–75: Xewkija Tigers
- 1975–76: Sannat Lions
- 1976–77: Sannat Lions
- 1977–78: Sannat Lions
- 1978–79: Victoria United
- 1979–80: Victoria Hotspurs
- 1980–81: Sannat Lions
- 1981–82: Sannat Lions
- 1982–83: Xewkija Tigers
- 1983–84: Xewkija Tigers
- 1984–85: Victoria Hotspurs
- 1985–86: Kerċem Ajax
- 1986–87: Kerċem Ajax
- 1987–88: Sannat Lions
- 1988–89: Xagħra United
- 1989–90: Sannat Lions
- 1990–91: Victoria Hotspurs
- 1991–92: Xagħra United
- 1992–93: Xagħra United
- 1993–94: Victoria Hotspurs
- 1994–95: Nadur Youngsters

- 1995–96: Nadur Youngsters
- 1996–97: Nadur Youngsters
- 1997–98: Xagħra United
- 1998–99: Nadur Youngsters
- 1999–00: Victoria Hotspurs
- 2000–01: Xewkija Tigers
- 2001–02: Nadur Youngsters
- 2002–03: Nadur Youngsters
- 2003–04: Żebbuġ Rovers
- 2004–05: Ghajnsielem
- 2005–06: Nadur Youngsters
- 2006–07: Nadur Youngsters
- 2007–08: Nadur Youngsters
- 2008–09: Sannat Lions
- 2009–10: Victoria Hotspurs
- 2010–11: Sannat Lions
- 2011-12: Xewkija Tigers
- 2012–13: Nadur Youngsters
- 2013-14: Xewkija Tigers
- 2014-15: Xewkija Tigers
- 2015-16: Ghajnsielem
- 2016-17: Xewkija Tigers
- 2017-18: Victoria Hotspurs
- 2018-19: Victoria Hotspurs
- 2019-20: Nadur Youngsters
- 2020-21: abbandonato
- 2021-22: Nadur Youngsters
- 2022-23: Nadur Youngsters
- 2023-24: Nadur Youngsters

## Titoli per squadra
| Squadra                 | Titoli | Anno |
| ----------------------- | ------ | --- |
| Nadur Youngsters        | 15     | 1967–68, 1994–95, 1995–96, 1996–97, 1998–99, 2001–02, 2002–03, 2005–06, 2006–07, 2007–08, 2012–13, 2019-20, 2021-22, 2022-23, 2023-24 |
| Victoria Hotspurs       | 13     | 1961–62, 1962–63, 1964–65, 1965–66, 1966–67, 1979–80, 1984–85, 1990–91, 1993–94, 1999–2000, 2009–10, 2017-18, 2018-19                 |
| Sannat Lions            | 10     | 1975–76, 1976–77, 1977–78, 1980–81, 1981–82, 1986–87, 1987–88, 1989–90, 2008–09, 2010–11                                              |
| Xewkija Tigers          | 8      | 1974-75, 1982-83, 1983-84, 2000-01,2011-12, 2013-14, 2014-15, 2016-17                                                                 |
| Xagħra United           | 6      | 1939–40, 1963–64, 1988–89, 1991–92, 1992–93, 1997–98                                                                                  |
| Għajnsielem             | 7      | 1969–70, 1970–71, 1971–72, 1972–73, 1973–74, 2004–05, 2015-16                                                                         |
| Oratory Youths          | 6      | 1948–49, 1952–53, 1956–57, 1957–57, 1958–59, 1959–60                                                                                  |
| Victoria Athletics      | 4      | 1944–45, 1945–46, 1946–47, 1954–55 |
| Kerċem Ajax             | 1      | 1985–86 |
| Żebbuġ Rovers           | 1      | 2003–04 |
| Victoria City†          | 1      | 1938–39 |
| Victoria Stars†         | 1      | 1937–38 |
| S.K. Calypcians†        | 1      | 1968–69 |
| S.K. Victoria Wanderers | 1      | 1978–79 |